# 韋伯·辛普森
韋伯·辛普森（James Frederick Webb Simpson）是美國的一位高爾夫球選手，參加PGA巡迴賽的賽事。他是2012年美國公開賽的冠軍得主。

## 外部連結
- 韋伯·辛普森在PGA巡迴賽的官方網站
- 韋伯·辛普森在男子高爾夫世界排名的官方網站